# 급강하폭격기

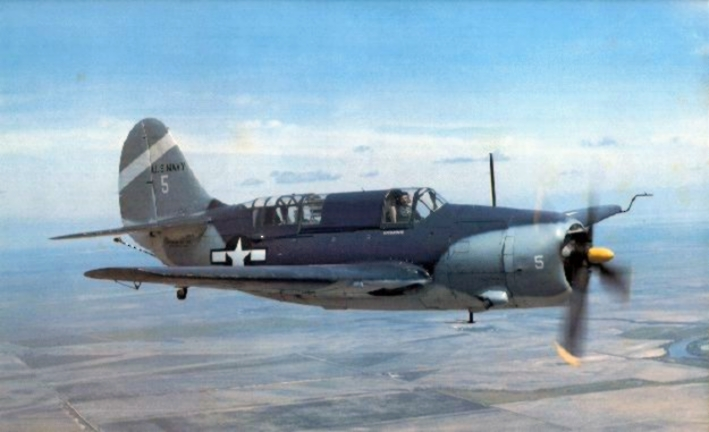
미국의 급강하 폭격기인 SB2C 헬다이버

급강하폭격기(영어: dive bomber)란 제2차세계대전 무렵 만들어진 급강하폭격을 가하는 폭격기이다. 급강하를 할 때 충격이 크기 때문에 소형의 기체가 많고, 높은 기동성이 요구되기 때문에 전투기 급의 튼튼한 구조로 되어있다. 급강하시 발생하는 상승불능속도에 도달하지 않기 위해 감속을 시켜주는 공력제동기(dive break)를 장착하고 있는 기종이 많다.

## 지상전투에서의 급강하폭격기
제2차 세계대전 중 독일 공군에서는 대포를 대신하여 독일 육군을 지원할 것으로 급강하폭격기를 많이 이용했다. 전차와의 혼성공격인 전격전에서는 날아다니는 대포로서 전차대의 돌파구를 뚫어주는 중요한 역할을 맡았다. 제공권을 확보하고 있는 경우 급강하폭격에 의한 지상부대·전차대에의 지원은 매우 유효했다. 그러나 그렇지 않은 경우에는 속도가 느리기 때문에 폭격전에 적전투기에게 격추당하기 쉬워 위력을 발휘하기 어려웠다. 서부전선에선 영국 본토 항공전에서 큰 손실을 낸 이후, 동부전선에서도 독일군이 제공권을 잃기 시작하자 운용수가 감소했다. 한편 연합군의 공군, 육군항공대에서는 지상부대에의 지원에 전투폭격기(미국, 영국)나 습격기(소련)를 사용했다. 
또한 제2차세계대전때의 독일군은 급강하폭격에 과대하게 기대하고 있어서 4발엔진의 대형폭격기에도 급강하폭격의 성능을 요구했기 때문에 설계·제조상 많은 문제가 발생했다.

## 해상전투에서의 급강하폭격기
제2차 세계대전 중에는 추축국, 연합국 모두 급강하폭격기에 의한 함상공격을 자주 펼쳤다. 뇌격기에 비해 운동성이 높은 급강하폭격기는 기습효과·명중률면에서 유리했고 함상구조물에 대한 폭격도 효과적으로 가했다. 또한 대(對)뇌격방어기술(전투함정은 수면 아래에 몇겹이나 되는 장갑이나 파괴에 대비한 방뢰구획을 구축)의 발전이나 함선의 대공화력의 향상에 의해뇌격기에 의한 공격효과가 감소한 것도 상대적으로 급강하폭격기의 평가를 높였다(단, 폭탄보다 어뢰가 함선에 보다 더 큰 타격을 줄 수 있는 점, 대형함의 격침을 위해서는 어뢰에 의한 수면아래에서의 공격이 필수였던 점에서, 공격시에는 쌍방의 연계가 필수였다). 급강하폭격기에 의한 한 차례 해전에서의 최대의 전과는 미드웨이 해전에서였다. 미해군의 급강하폭격기 SBD돈트레스는 일본해군의 항공모함을 공격해 두척을 격침, 또 두척을 대파하여 불타오르게해 자침으로 몰고갔다.

## 급강하폭격기의 종언
높은 명중률을 자랑하며 대전전반에 대활약한 급강하폭격기였지만, 손실 또한 컸다. 큰각도의 급강하에선 속도가 너무 빨라 상승불가능상태가 발생하기 때문에 공력브레이크(에어브레이크라고도 한다)로 속도를 제한했지만, 그로 인해 대공포화에 표적이 되기 쉬웠다. 이 때문에 억지로 공력브레이크를 쓰지 않고 완강하로 폭격을 가하는 자도 있었다. 신형 급강하폭격기가 아무리 속도를 내도 강하중에는 역시 속도를 떨어트리지않으면 안되기 때문에 결국은 같은 상황이었다. 대전후반에는 근접신관에 의한 대공화기의 성능향상도 위협이 되었고, 엄호가 없는 상태에선 적전투기의 먹이가 되기 쉬웠다. 제트기의 시대가 도래하자, 급강하폭격기라는 군용기의 장르는 사실상 소멸했다.

## 제2차세계대전 중의 급강하폭격기

### 미국
- 더글러스 SBD돈틀레스
- 커티스 SB2C헬다이버

### 영국
- 블랙번 스쿠아
- 파이어레이 바라쿠다(함상뇌격기와 기종통합)
- 파이어레이 스피어피쉬(바라쿠다의 후속)

### 독일
- 융커스 Ju-87 (슈투카)
- fw190

독일에서는 전쟁 전 미국에서 급강하폭격의 전술을 견학하고 많은 영향을 받은 에른스트 우뎃항공기총감의 극단적인 급강하폭격편중주의에 의해, 이 기종이외의 본래수평폭격에 적합했었던 기종이었던 Do-217시리즈나 Ju-88시리즈, 그 끝에 이르러선 대형폭격기인 He-177까지 급강하폭격능력을 요구했다. 이는 폭격기개발에 엄청난 애로사항이 되었다. 이런 중형·대형폭격기에 급강하폭격능력을 부여하고자하는 시도는 모두 실패하여 Do-217의 경우 생산도중 에어브레이크를 철거했고, He-177은 결국 급강하폭격이 불가능했다. 또한 융커스 Ju 88은 급강하폭격이 가능했다고는 하지만 실제로는 완만한 강하각도로 가하는 "완강하폭격"이었다. 또한 일반적으로 Ju-87의 애칭으로 알려진「Stuka」는 원래 급강하폭격기를 전반적으로 가리키는 단어이다. 독일어 Sturz Kampf flugzeug(슈투어츠 캄프 플룩초이크)의 약자이다. 

### 일본
육군
- 가와사키항공기 99식 쌍발폭격기
- 미츠비시항공기 99식 습격기

해군
- 아이치항공기 D3A
- 아이치항공기 함상공격기「류세이카이」(일본어로 유성)(함상공격기와 기종통합)
- 항공기술창 함상폭격기「스이세이」(일본어로 혜성)
- 나카지마 B6N

### 소련
- 알한게리스키 Ar-2
- 페트리아코프 Pe-2
- 투포레프 Tu-2

### 루마니아
IAR IAR-81

## 같이 보기
- 폭격기
- 급강하폭격
- 슈투르모빅
- 뇌격기